# Limnonectes jarujini
Espèce
Limnonectes jarujini est une espèce d'amphibiens de la famille des Dicroglossidae.

## Répartition
Cette espèce est endémique de Thaïlande. Elle se rencontre dans les provinces de Kanchanaburi, de Surat Thani et de Nakhon Si Thammarat.
Sa présence est incertaine en Birmanie.

## Étymologie
Cette espèce est nommée en l'honneur du zoologiste thaïlandais Jarujin Nabhitabhata.

## Publication originale
- Matsui, Panha, Khonsue & Kuraishi, 2010 : Two new species of the "kuhli" complex of the genus Limnonectes from Thailand (Anura: Dicroglossidae). Zootaxa, no 2615, p. 1-22.